# Europamästerskapen i kortbanesimning 2007
Europamästerskapen i kortbanesimning 2007 hölls i Debrecen, Ungern mellan den 13 och 16 december 2007 i Debrecens simstadion.

## Deltagande nationer
| - Armenien - Belgien - Bulgarien - Cypern - Danmark - Estland - Finland - Frankrike - Färöarna - Grekland | - Irland - Island - Israel - Italien - Kroatien - Lettland - Litauen - Luxemburg - Nordmakedonien - Montenegro | - Nederländerna - Norge - Polen - Portugal - Ryssland - Schweiz - Serbien - Slovakien - Slovenien - Spanien | - Storbritannien - Sverige - Tjeckien - Turkiet - Tyskland - Ukraina - Ungern - Belarus - Österrike |

## Medaljfördelning
Värdland 
| Pl.    | Nation        | Guld | Silver | Brons | Totalt |
| ------ | ------------- | ---- | ------ | ----- | ------ |
| 1      | Tyskland      | 5    | 7      | 7     | 19     |
| 2      | Ryssland      | 5    | 4      | 3     | 12     |
| 3      | Frankrike     | 4    | 4      | 5     | 13     |
| 4      | Ungern        | 4    | 2      | 3     | 9      |
| 5      | Sverige       | 4    | 2      | 2     | 8      |
| 6      | Polen         | 3    | 3      | 2     | 8      |
| 7      | Nederländerna | 3    | 2      | 3     | 8      |
| 8      | Italien       | 2    | 3      | 4     | 9      |
| 9      | Slovenien     | 2    | 0      | 1     | 3      |
| 9      | Ukraina       | 2    | 0      | 1     | 3      |
| 11     | Serbien       | 2    | 0      | 0     | 2      |
| 12     | Österrike     | 1    | 3      | 1     | 5      |
| 13     | Kroatien      | 1    | 3      | 0     | 4      |
| 14     | Danmark       | 1    | 0      | 0     | 1      |
| 14     | Finland       | 1    | 0      | 0     | 1      |
| 16     | Spanien       | 0    | 2      | 2     | 4      |
| 17     | Norge         | 0    | 1      | 0     | 1      |
| 18     | Bulgarien     | 0    | 0      | 2     | 2      |
| 18     | Grekland      | 0    | 0      | 2     | 2      |
| Totalt | Totalt        | 40   | 36     | 38    | 114    |